# Verrewinkel
Verrewinkel est un quartier dans la commune belge d'Uccle, dans la région de Bruxelles-Capitale. Le district est situé dans le sud de la commune, à la frontière avec Linkebeek. Une grande partie de la commune est occupée par le bois de Verrewinkel. Le sud est une région rurale situé à Linkebeek.

## Histoire

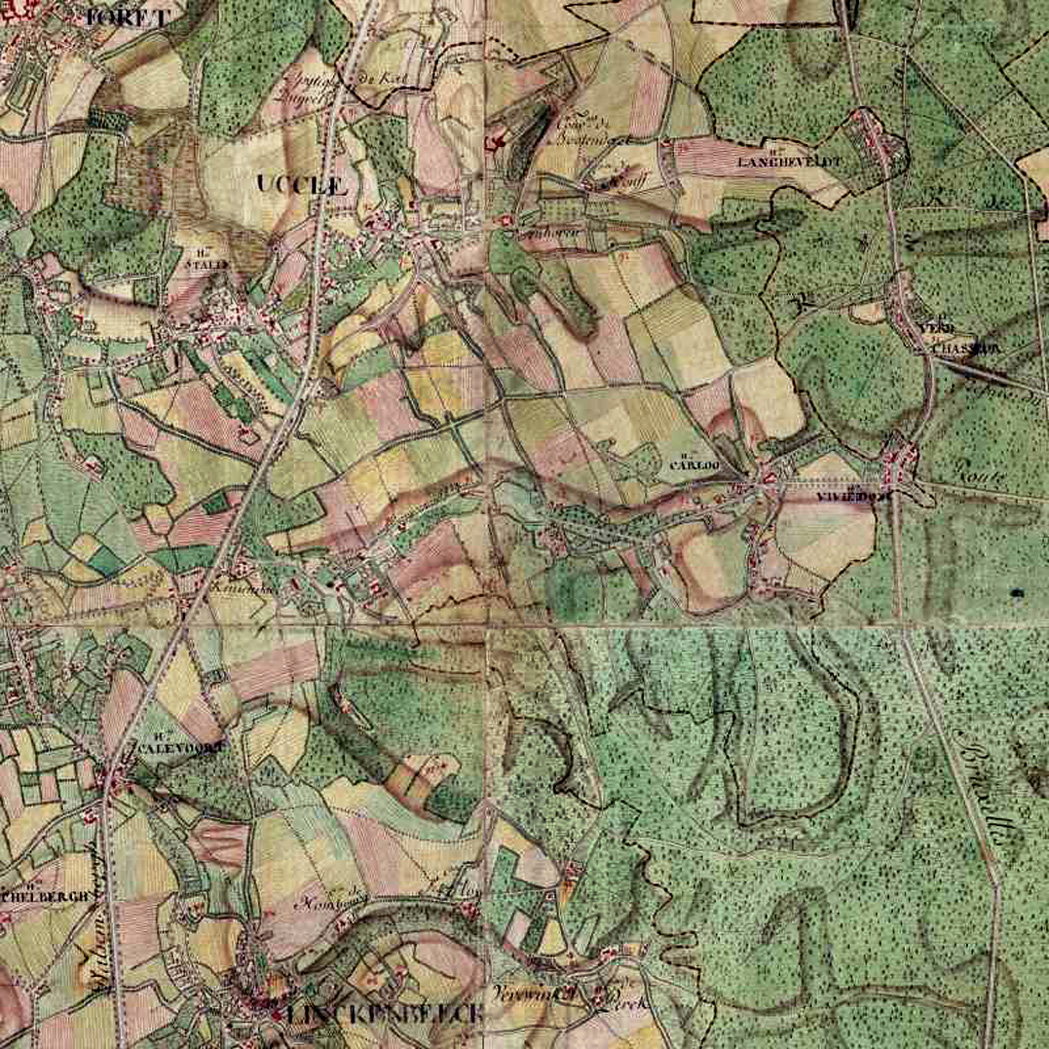
Uccle sur la carte de Ferraris avec dans le sud Verrewinkel.

Le nom est composé de ver (loin) et de winkel (magasin), et désignait donc un endroit isolé. Verrewinkel était situé dans la baronnie de Carloo. Sur la carte de Ferraris  des années 1770 , le lieu dénommé Verewinkel, juste au nord de la ferme du Perck. Le hameau se situait au bord de la forêt de Soignes, à l'est de Linkebeek. Au cours du 19e siècle le bois de Verrewinkel a été coupé de la vaste forêt de Soignes, d'abord par l'agriculture, puis plus tard, par d'autres constructions.

## Transport
La gare de Linkebeek est située sur la frontière et est à moitié dans le quartier de Verrewinkel. Le village est servi par les bus du STIB 43 et 37.

## Cours d'eau
Le quartier est traversé par le Verrewinkelbeek, autre nom du Linkebeek qui y prend sa source.